# ニルレム (小惑星)
ニルレム (57658 Nilrem) は小惑星帯に位置する小惑星。スイスのジュラ州のVicquesにあるジュラ天文台 (Observatoire astronomique jurassien) でミシェル・オリーが発見した。
フランスのル＝クルーゾで長年にわたって小惑星や彗星の観測を行ってきた天文学者でブルゴーニュ天文協会 (Société Astronomique de Bourgogne) の創立者、ジャン＝クロード・メルラン (Jean-Claude Merlin) に因んで命名された。Merlinという名前は、(2598) Merlinにすでに使われていたので、姓を逆読みしたものである。 